# Åsa Avdic
Åsa Lovisa Avdic, född 10 april 1974 i Längbro församling, Örebro län, är en svensk journalist, programledare och författare. 

## Biografi
Efter journalistutbildning på Södra Vätterbygdens folkhögskola började Avdic i slutet av 1990-talet på Sveriges Radio, där hon var programledare i P3:s Ketchup. Avdic har sedan dess arbetat med radio och TV parallellt, bland annat som programledare i SVT:s ungdomsprogram Tigermuren och Cirkustrixarna, som resereporter i När & fjärran på TV4 och som programledare på konsument- och privatekonomiprogrammet Plånboken i Sveriges Radio P1. 
Avdic var 2010–2014 programledare för SVT:s konsumentprogram Plus, där hon efterträdde Sverker Olofsson, tillsammans med Charlie Söderberg och Mathias Andersson. 2012 utgavs hennes bok Rätt åt dig – så blir du en lyckad konsument på Ordfront förlag. I augusti 2016 gav Natur & Kultur ut hennes debutroman Isola.
År 2015 blev Avdic en av de ordinarie programledarna för Gomorron Sverige på SVT. När Gomorron Sverige ersattes av Morgonstudion i augusti 2017 blev Avdic istället en av programmets två ordinarie nyhetsuppläsare. Hon har även arbetat med SVT Nyheter. I samband med riksdagsvalet i Sverige 2022 var hon en av programledarna för tv-programmet Sverige röstar.
I augusti 2023 gav Albert Bonniers Förlag ut hennes andra roman, Ett liv till. Samma år tilldelades hon Natur & Kulturs litterära arbetsstipendium.